# Palos Verdes

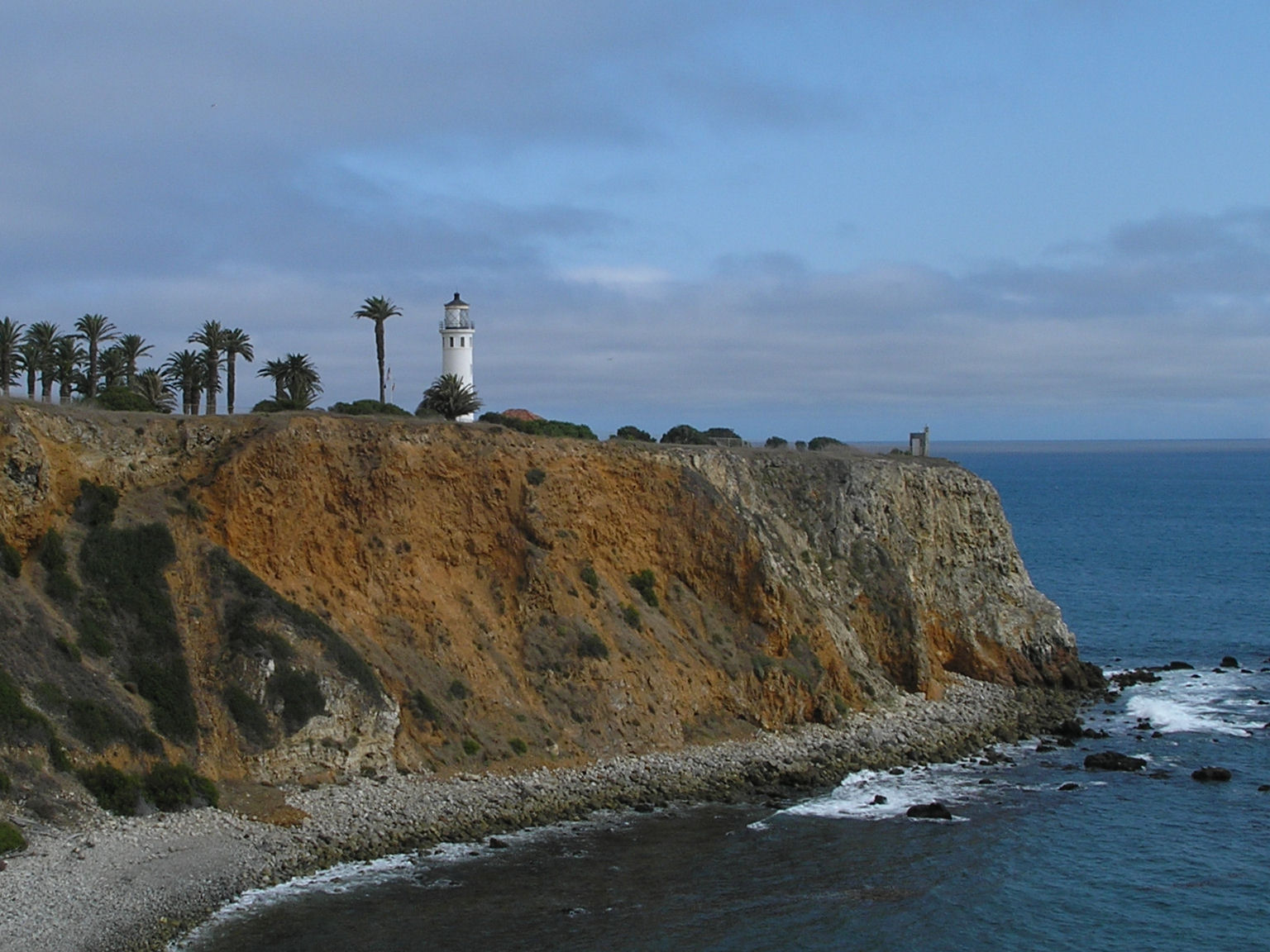
Fyren vid Point Vicente (2006).

Palos Verdes används ofta som en sammanfattande benämning på en grupp av städer på den kuperade Palos Verdes-halvön (Palos Verdes Peninsula) i Los Angeles-området South Bay i Kalifornien, USA. Denna grupp med välmående villaförstäder är känd för sina dramatiska vyer, bra skolor, omfattande häst-stigar och höga villapriser.[källa behövs]
Palos Verdes Estates, Rancho Palos Verdes, Rolling Hills och Rolling Hills Estates är de viktigaste städerna på halvön, tillsammans med en del av Los Angeles-stadsdelen San Pedro som upptar östligaste delen av Palos Verdes-halvön. I området finns ett flertal golfbanor och country clubbar liksom South Coast Botanic Garden.
Vid Point Vicente finns en fyr och Point Vicente Park är en populär plats för observation av gråvalar som migrerar längs Kaliforniens kust. Det finns också en fyr vid Point Fermin i San Pedro.